# 宗助国
宗 助国（そう すけくに）は、鎌倉時代中期の武将。対馬国の地頭代（守護代でもある）。文永の役の戦端が開かれた蒙古軍の対馬侵攻において、大軍を相手に少数の兵で立ち向かい、討ち死にした。

## 概略
『八幡愚童訓』によると、文永11年（1274年）の文永の役で、10月5日（11月4日）に対馬国府の八幡宮仮殿からおびただしい炎が上がり、人々が焼け失せるかと驚いたがそれは幻であった。その日の午後、対馬の西の海は一面に蒙古の軍船に覆われた。16時頃、蒙古の船は対馬下島西岸の佐須浦（現：対馬市厳原町小茂田浜）に接岸し、船450艘、3万人の軍勢が来襲した。18時頃に国府の地頭所に連絡があり、対馬の地頭で守護少弐景資の代官でもある宗助国は、80余騎を率いて岩山の夜道を佐須浦へ馳せ向かった。翌朝、通事（通訳）を使者として蒙古人に事情を尋ねたところ、蒙古軍は7、8艘の船から1000人ばかりが降り立ち、激しく矢を射かけて攻撃を始めた。助国らは急遽陣を立て直して応戦したものの、助国をはじめ子息の右馬次郎、養子の弥次郎、他に庄の太郎入道、肥後国の御家人田井藤三郎など全員が戦死した。
蒙古軍は佐須浦に火をかけて焼き払った。小太郎と兵衛次郎という2人が博多へ船を走らせ、事の顛末を知らせた。
助国主従の亡骸を埋めた場所は、現在の対馬市厳原町小茂田地内に「御首塚」「御胴塚」として現存している。

## 祭祀
対馬市厳原町小茂田の小茂田浜神社に祭られている。この神社では毎年11月12日の小茂田浜神社大祭において、鎧冑姿で練り歩き、海に向かって弓を放ち島の平和を祈願する「鳴弦の儀」が行われている。
明治29年（1896年）11月2日には、対馬島民らの請願を受けて、従三位が贈位された。